# Kieler Nachrichten
A Kieler Nachrichten (rövidítése KN) német napilap, Schleswig-Holstein tartomány fővárosának, Kielnek az egyetlen napilapja, kiadóvállalata a Kieler Zeitung Verlags und Druckerei KG-GmbH & Co. Regionális kiadásaival együtt (Eckernförder Nachrichten, Holsteiner Zeitung, Kiel lokal, Ostholsteiner Zeitung, Segeberger Zeitung) példányszáma 105 015.

## Története
A Kieler Nachrichten első száma 1946. április 3-án jelent meg, eleinte mint a CDU (Christlich Demokratische Union, Kereszténydemokrata Unió) pártlapja. Később az 1864-ben alapított Kieler Zeitung, illetve az 1894-ben alapított Kieler Neueste Nachrichten örököseként, ezek hagyományait folytatta. 2009-ig az Axel Springer Lapkiadó Részvénytársaság 24,5 százalék tulajdonhányaddal rendelkezett, ekkor eladta részét a hannoveri székhelyű Madsack Kiadótársaságnak. Az SPD (Sozialdemokratische Partei Deutschlands; Németország Szociáldemokrata Pártja) dd_vg elnevezésű médiavállalata révén 20,4 százalékos részesedéssel rendelkezik a fent említett Madsack Kiadótársaságban.